# ГАЕС Фельдзеє
ГАЕС Фельдзеє (нім. Kraftwerk Feldsee) — гідроакумулююча станція на півдні Австрії у землі Каринтія. Доповнила споруджений кількома десятками років раніше гідроенергетичний вузол Фрагант, ставши в ньому найпотужнішою станцією. До того нею була ГЕС-ГАЕС Іннерфрагант у об'єднанні сховищ і річкових електростанцій Фрагант (нім. Kraftwerksgruppe Fragant).
У гірському масиві північніше Лієнцу (басейн річки Мелль (нім. Möll), лівої притоки Драви) у 20-му столітті створили комплекс із кількох електростанцій. У його складі зокрема працювали греблі Фельдзеє (забезпечує збір води для подальшого перекачування до системи водосховищ Гохвуртен-Гросзеє (нім. Hochwurten-Grosssee)) із наступним живленням найвищої сходинки в каскаді — ГЕС Циркніц (нім. Kraftwerk Zirknitz)) та Вуртен (нім. Wurten) (сюди надходить відпрацьована на Zirknitz вода). Земляна гребля Фельдзеє (висота 20 метрів, довжина 250 метрів) утворює водосховище об'ємом 2,1 млн м3 (корисний об'єм 1,65 млн м3), нормальною зміною рівня в якому вважається коливання між позначками 2196 та 2217 метрів над рівнем моря. Гребля Вуртен утримує водосховище із об'ємом 2,7 млн м3 та розташована на висоті приблизно 1700 метрів над рівнем моря. Проектом ГАЕС запланували використати ці наявні сховища як верхній і нижній резервуари, забезпечивши таким чином значну економію на капітальних затратах при створенні гідроенергетичної схеми із напором від 524 до 542 метрів.
Спорудження ГАЕС Фельдзеє розпочалось у 2006-му, за три роки тут ввели в експлуатацію перший гідроагрегат, а ще через два — другий. У складі агрегатів працюють оборотні турбіни типу Френсіс загальною потужністю 140 МВт. Від верхнього резервуару до машинного залу вода подається через тунель довжиною 1,8 км, тоді як з нижнім резервуаром зал з'єднує водовід довжиною 0,4 км.
Передача електроенергії відбувається по ЛЕП, що працює під напругою 110 кВ, причому враховуючи наявні об'єкти гідровузла потрібно було прокласти лише 1,8 км нової траси.